# Be'lakor (groupe)
Pour les articles homonymes, voir Be'lakor.
Be'lakor est un groupe australien de death metal mélodique, originaire de Melbourne. Formé en 2004, le groupe publie un premier album studio, The Frail Tide, en 2007, suivi de Stone's Reach en 2009, de Of Breath and Bone en 2012, de Vessels en 2016 et de Coherence en 2021.

## Biographie
Be'lakor est formé en 2004, les membres ayant choisi ce nom d'après le nom d'une figure du jeu de rôle Warhammer, plusieurs d'entre eux y jouaient alors. Le groupe commence à être actif dans la scène musicale en 2005. En 2007, le groupe publie son premier album studio, auto-produit, intitulé The Frail Tide en 2007, qui reçoit un accueil favorable,. En 2008, le groupe signe au label Descent Productions qui publie une réédition de The Frail Tide en format digipack. Be'lakor commence sa première tournée en 2009. La formation signe chez Prime Cuts Music, la même année, et enchaîne avec la sortie du deuxième album, Stone's Reach, bien accueilli par la presse spécialisée,. À la fin de l'année, le groupe signe chez Kolony Records.
En mars 2010, Stone's Reach atteint la première place du classement Metal Storm du meilleur album de death metal mélodique 2009. La même année, Be'lakor suit Turisas lors de sa tournée australienne, fait la première partie d'Alestorm à Melbourne, et participe au festival Summer Breeze Open Air en Allemagne en août 2010. Le troisième album du groupe, Of Breath and Bone, est publié en juin 2012. Le groupe part alors en tournée en Europe, en passant par les festivals Brutal Assault (République tchèque) et Summer Breeze Open Air.
Le 29 décembre 2015, Be'lakor annonce officiellement que leur batteur Jimmy Vanden Broeck quitte le groupe mais qu'ils restent en bons termes, après plus de 10 ans passés au sein du groupe. Le 24 juin 2016, Be'lakor publie son quatrième album, Vessels, chez Napalm Records.
À l'été 2021, le groupe annonce un nouvel album en sortant deux morceaux à quelques semaines d'intervalle : Hidden Windows et Foothold. Le 29 octobre 2021, le groupe sort son 5e opus intitulé Coherence.

## Membres

### Membres actuels
- George Kosmas – chant, guitare (depuis 2004)
- Shaun Sykes – guitare (depuis 2004)
- Steven Merry – clavier, piano (depuis 2004)
- John Richardson – basse (depuis 2004)
- Elliott Sansom – batterie (depuis 2016)

### Anciens membres
- Jimmy Vanden Broeck - batterie (2004-2016)